# Czerwonka (Powiat Makowski)
Czerwonka ist ein Dorf und Sitz der gleichnamigen Gemeinde im Powiat Makowski der Woiwodschaft Masowien, Polen.

## Gemeinde
Zur Landgemeinde Czerwonka gehören folgende Ortschaften:
Adamowo
Budzyno
Budzyno-Bolki
Budzyno-Lipniki
Cieciórki Szlacheckie
Cieciórki Włościańskie
Ciemniewo
Czerwonka Włościańska
Czerwonka Szlachecka
Dąbrówka
Guty Duże
Guty Małe
Jankowo
Janopole
Kałęczyn
Krzyżewo-Jurki
Krzyżewo-Marki
Lipniki
Mariampole
Nowe Zacisze
Perzanowo
Ponikiew Wielka
Sewerynowo
Sewerynowo (gajówka)
Soje
Tłuszcz
Ulaski
Ulaski (leśniczówka)
Wąski Las